# Renato Borruso
(Renato Borruso, L'informatica del diritto, pag. 316)
Renato Borruso (Roma, 28 febbraio 1928 – Pineto, 26 agosto 2014) è stato un magistrato italiano.

Si deve a lui la teoria secondo la quale
Teorico di un'informatica vicina ai cittadini e di un linguaggio giuridico aderente alla realtà proprio perché in grado di tradursi in riferimenti diretti e in parole chiave di classificazione sistematica dei precedenti e delle variabili interpretative per dare al giurista una visione completa e ampia dell'oggetto delle sue ricerche. 
Borruso ha esplorato tutte le problematiche giuridiche dell'informatica formando una generazione di magistrati e di giuristi molto sensibile ed attenta alle evoluzioni della materia.

## Carriera
Presidente Aggiunto Onorario della Corte suprema di cassazione e docente di informatica giuridica, tra i primi in Italia, nella Università degli Studi di Roma "La Sapienza". Borruso ha insegnato anche presso la Facoltà di Scienze Politiche dell'Università di Macerata, presso la Facoltà di Giurisprudenza dell'Università di Perugia e dal 1991, presso la Facoltà di Giurisprudenza della Libera Università Internazionale degli Studi Sociali (LUISS Guido Carli) di Roma.
Ha prestato servizio in magistratura dal 1954 al 1997.
Nell'arco della sua carriera è stato:
- direttore del Centro Elettronico (CED) della Corte di cassazione
- estensore di oltre 1000 sentenze
- tra i coautori del sistema di ricerca Italgiure-Find per la ricerca automatica della giurisprudenza.

## Opere
- Sistema di ricerca elettronica della giurisprudenza, Stamperia Nazionale, 1969
- L'Italgiure-Find, Stamperia Nazionale, 1974
- Civiltà del computer (2 vol.), Ipsoa, 1978
- Computer e diritto (2 vol.), Giuffrè, 1988
- L'informatica per il giurista Giuffrè, – I edizione, con C.Tiberi, 1990
- Digitantibus succurrunt jura, Kronos editore, 1991
- Profili penali dell'informatica - con G. Buonomo, G.Corasaniti, G. D'Aietti – Capitolo I Giuffrè, 1994
- Informatica Giuridica - voce dell'Enciclopedia del diritto – I Aggiornamento – Giuffrè, 1996
- Centro Elaborazione Dati della Corte di Cassazione - voce dell'Enciclopedia del diritto – II Aggiornamento – Giuffrè, 1997
- La legge, il giudice, il computer, Giuffrè, 1998
- La tutela giuridica del software, Giuffrè, 1999
- Computer e documentazione giuridica: teoria e pratica della ricerca - con L.Mattioli, Giuffrè, 2000
- L'informatica per il giurista: dal bit a internet - II edizione - con C.Tiberi, Giuffrè, 2001
- La criminalità nel mondo dei nuovi media –Aspetti criminologici INFORAV[2], Roma, 2001
- Discrezionalità e autonomia del giudice. Il contributo dell'informatica giuridica", "Il diritto dell'informazione e dell'informatica - fascicolo 2, Giuffrè, 2002
- Diritto civile e informatica (con G. Ciacci), Trattato di diritto civile del Consiglio Nazionale del Notariato - (di R.Borruso cap.li 1-4, 6 e 7 sez. II), Edizioni scientifiche italiane, Napoli, 2004
- L'informatica del diritto - con Di Giorni-Mattioli-Ragona, Parte Speciale del volume intitolata: Riflessioni sull'informatica giuridica (pagg 293-413), Giuffrè, Milano, 2004
- Glossario di diritto delle nuove tecnologie e dell'e-government. Analisi dei nuovi termini tecnico-giuridici. Con Glauco Riem, Giuffrè, Milano, 2007